# Atlantikwall

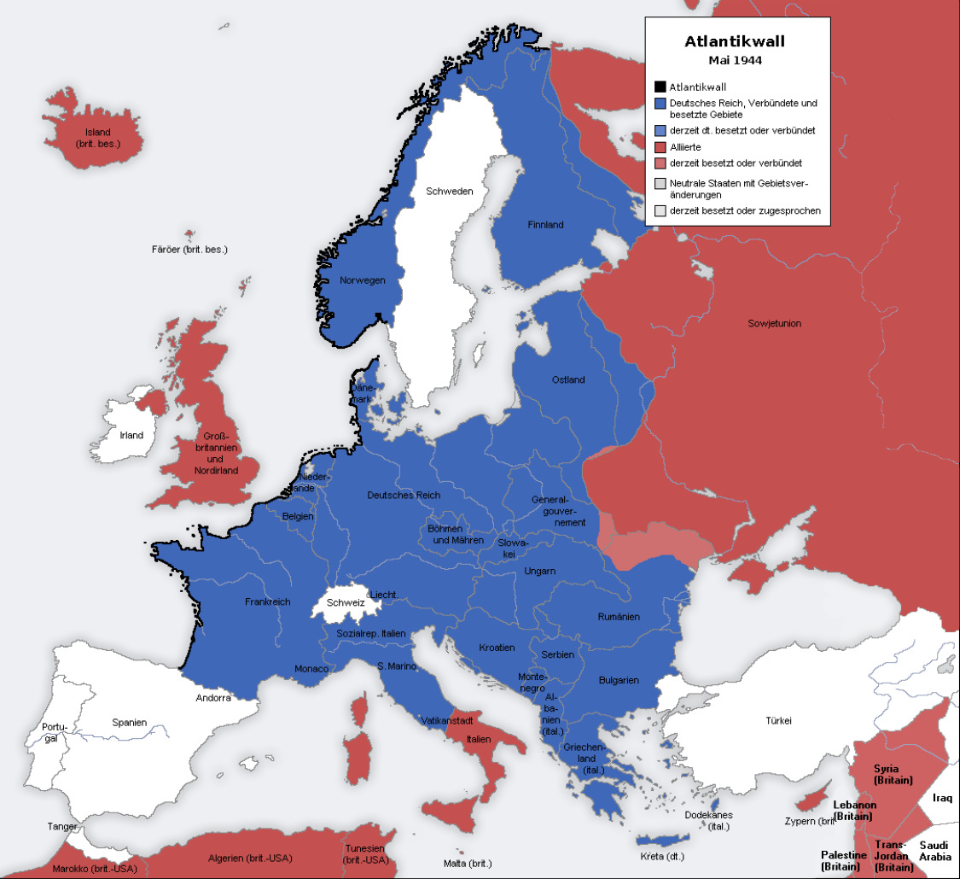
Verlauf des Atlantikwalls im Mai 1944

Der Atlantikwall war eine 2685 Kilometer lange Verteidigungslinie entlang der Küsten des Atlantiks, Ärmelkanals und der Nordsee. Sie wurde im Zweiten Weltkrieg von den deutschen Besatzern in den Ländern Frankreich, Belgien, Niederlande, Dänemark, Norwegen, den britischen Kanalinseln sowie dem Deutschen Reich im Zeitraum 1942 bis 1944 geplant und teilweise erbaut. Der Atlantikwall sollte eine Invasion der Westalliierten verhindern.
Eine Bedeutung für den Küstenschutz war für die Anlagen nie vorgesehen.

## Hitlers Baubefehl und Rommels Ausführungen ab November 1943

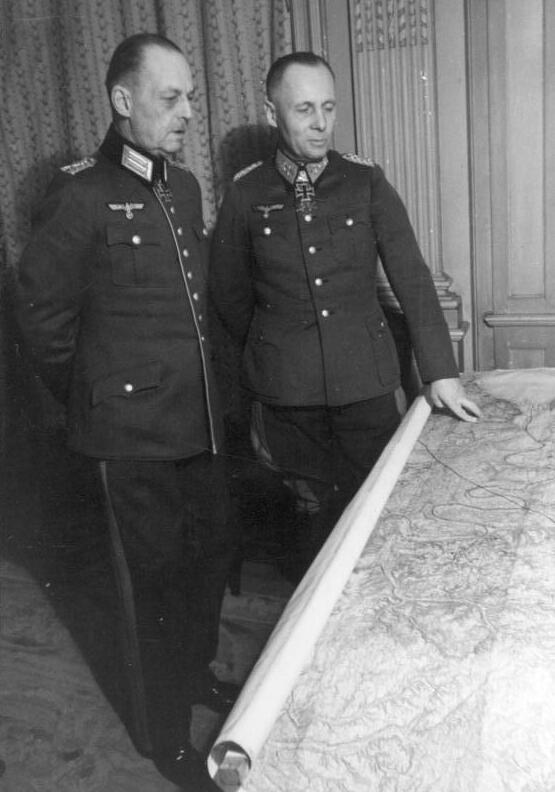
Generalfeldmarschälle Gerd von Rundstedt (li.) und Erwin Rommel im Hauptquartier des LXXXI. Armeekorps vor einer Karte stehend, 30. März 1944.

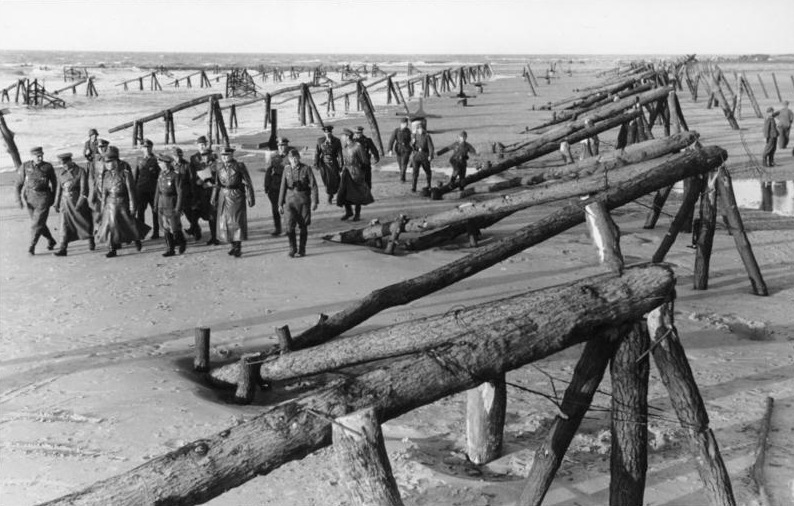
Rommel bei einer Inspektion von Hemmbalken am Atlantikwall, April 1944.

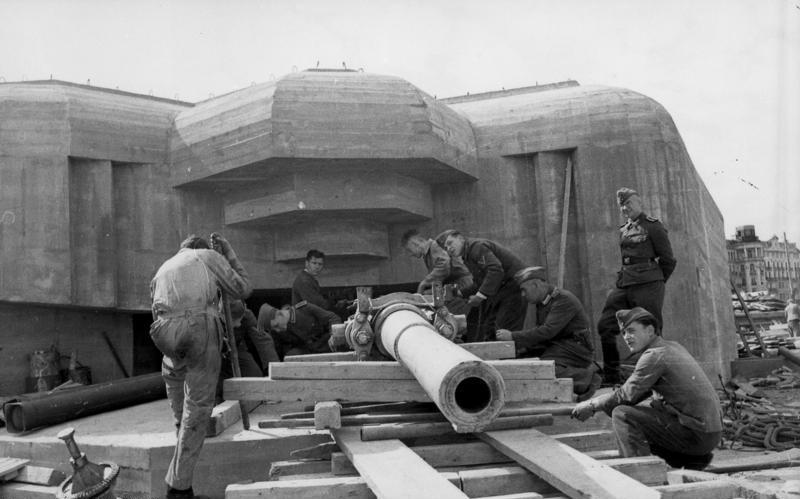
Montage eines Geschützes, 21. Juni 1943.

Am 14. Dezember 1941 forderte Hitler einen „Gürtel von Bollwerken“ an der 5000 Kilometer langen Atlantikküste. Nach der missglückten Landung westalliierter, vor allem kanadischer Truppen bei Dieppe am 18./19. August 1942 (Operation Jubilee) befahl Generalfeldmarschall Gerd von Rundstedt am 25. August 1942 die Befestigung der gesamten Atlantikküste zu einem „Atlantikwall“. Um den riesigen Arbeitskräftebedarf decken zu können, wurde auf Initiative von Generalfeldmarschall Wilhelm Keitel, dem Chef des Oberkommandos der Wehrmacht (OKW), am 8. September 1942 der Befehl erlassen, völkerrechtswidrig die Bevölkerung der besetzten Gebiete zur Zwangsarbeit zu verpflichten. Die Organisation Todt betrieb die Baustellen größtenteils ohne schwere Maschinen. Zwangsarbeiter wurden schlecht behandelt und versorgt. Nach dem Kriegsende wurde dieses Kriegsverbrechen im Nürnberger Prozess gegen die Hauptkriegsverbrecher den Angeklagten Wilhelm Keitel, Fritz Sauckel und Albert Speer angelastet. Von September 1942 bis Juni 1944 wurde intensiv an Befestigungsbauten am Atlantikwall gearbeitet. Einige Materialien waren knapp bzw. wurden im Laufe des Krieges knapper; infolge der Verluste an der Ostfront mangelte es zunehmend auch an Soldaten.
Nach dem Tod von Fritz Todt trieb ab November 1943 Generalfeldmarschall Erwin Rommel die Arbeiten am „Atlantikwall“ voran. Er sah im „Atlantikwall“ keinen „Wall“, sondern eine Anzahl von punktuellen Küstenbefestigungen. Eine Bestandsaufnahme nach Amtsantritt zeigte ihm, dass der „Atlantikwall“ ein Konstrukt der NS-Propaganda war. Vieles war nicht fertig. Auch Gerd von Rundstedt (der Oberbefehlshaber West) meinte, der Atlantikwall sei „ein riesiger Bluff“.
Nachdem Rommel mit seiner neuen Aufgabe betraut worden war, bereiste er viele Küstenabschnitte, um sich ein Bild der Lage vor Ort zu machen. Mangels Truppenstärke hielt er operative Reserven nicht für möglich; sein Fazit war deshalb: „HKL [Hauptkampflinie] ist der Strand.“ In der folgenden Zeit banden Rommels Planungen große Teile der Ressourcen an Mensch und Material des Reichs für den „Atlantikwall“. Sehr große Mengen Stahl und Beton gingen aus dem ganzen unter NS-Herrschaft stehenden Gebiet an die Baustellen des „Atlantikwalls“. Wegen des ständigen Stahlmangels wurde schon bei der Konzeption auf größere drehbare stählerne Panzertürme verzichtet; nur Splitterschutzhauben wurden bei größeren Anlagen eingebaut. Die Geschützstellungen wurden meist im Stil von Tunnelbatterien oder Kasematten aufgebaut und glichen daher eher verbunkerten Unterständen. Dadurch war das Schussfeld der Geschütze sehr eingeschränkt. Stellenweise wurden daher die Geschütztürme älterer Panzer, beispielsweise erbeuteter französischer Renault FT, in die Linien integriert. Um an Rohstoffe zu gelangen, wurden Teile der Maginot-Linie und alte deutsche Grenzbefestigungen demontiert, eingeschmolzen und am „Atlantikwall“ verwendet.
Rommel erkannte bald die sehr geringe Verteidigungstiefe des Atlantikwalls; daher ließ er die Strände und die Brandungszonen verbarrikadieren. In großer Zahl wurden Hindernisse errichtet; diese bestanden aus mehreren Reihen sogenannter Tschechenigel, Hemmbalken, von denen viele an den Spitzen mit Minen oder Sprenggranaten bestückt waren, und Stacheldrahtverhauen. In großem Maßstab wurden Küstengebiete, Uferzonen und Zwischenräume zwischen einzelnen Widerstandsnestern vermint. Vielerorts kamen auch „Rommelspargel“ zum Einsatz; diese aus Masten und dazwischen gespanntem Draht gebildeten Hindernisse auf freiem Feld sollten Luftlandeoperationen vermeiden oder zumindest deutlich erschweren. Systeme aus Gräben, Wassergräben, Panzermauern und Brandfallen ergänzten die Befestigungen. Zur Sicherheit wurden küstennahe Gebäude enteignet und abgerissen oder stellenweise in die Verteidigungsanlagen integriert. Die Küstenstädte wurden meist mit mehreren Widerstandsnestern und/oder Festungen umgeben; in den Städten selbst gab es an verschiedenen Stellen Verteidigungspunkte. Auch wurden bestehende Verteidigungsanlagen umgebaut und ergänzt. Zur Tarnung wurden die Bunker je nach örtlichen Gegebenheiten mit Tarnnetzen behängt, mit Tarnanstrichen oder Tarnverputz versehen, als „normale“ Gebäude getarnt oder in Felsen oder ähnliches integriert.
Am „Atlantikwall“ in Frankreich arbeiteten ab November 1943 insgesamt 291.000 Mann, darunter u. a. 15.000 Deutsche und 85.000 Franzosen. Baustellen mit bis zu 1000 Mann waren keine Seltenheit. Zwangsarbeiter und verschiedene Widerstandsgruppierungen verübten häufig Sabotageakte, was die Bauarbeiten, zusätzlich zur Gefahr durch den immer stärker luftüberlegenen Gegner, erheblich erschwerte.
Die Bautätigkeiten am „Atlantikwall“ wurden von alliierter Seite (vor allem mittels Luftaufklärung) genau beobachtet. Viele Informationen kamen auch aus Widerstandsgruppen wie z. B. der Résistance. Vielerorts versuchten die Alliierten, durch Bombardements die Bauarbeiten zu unterbinden bzw. die Bauten zu zerstören. Die Kollateralschäden an zivilen Gebäuden waren erheblich; einige Orte wie Lorient, Saint-Nazaire oder La Pallice wurden dabei stark zerstört. Die meisten militärischen Anlagen konnten erst durch die Entwicklung bunkerbrechender Bomben (z. B. die britischen „Tall Boys“) effektiv aus der Luft bekämpft werden. So zerstörte die britische Luftwaffe am 6. Juli 1944 den Abschussbunker Mimoyecques der V3 (südlich von Calais) mit drei Tallboys.

## Bedeutung des Atlantikwalls im Krieg

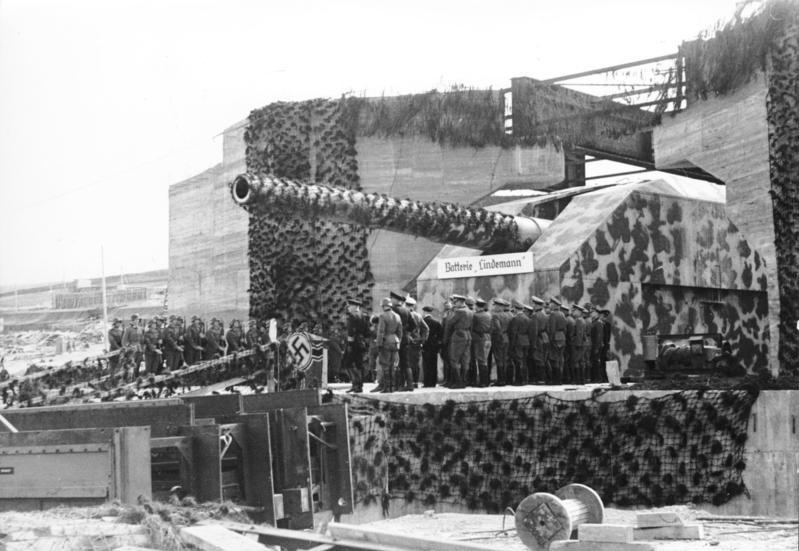
Batterie Lindemann, 40-cm-Kanone

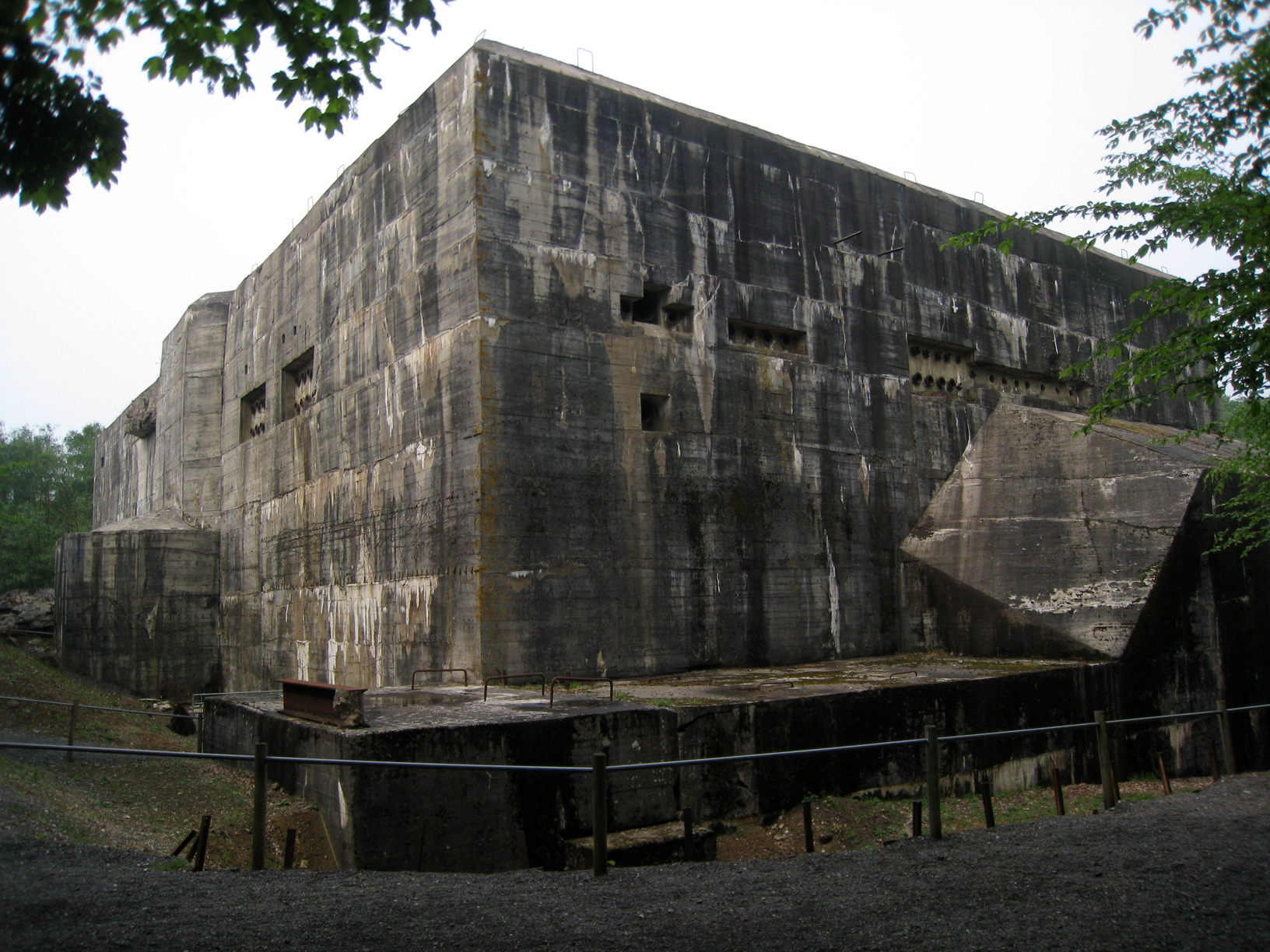
Blockhaus von Éperlecques, 2011.

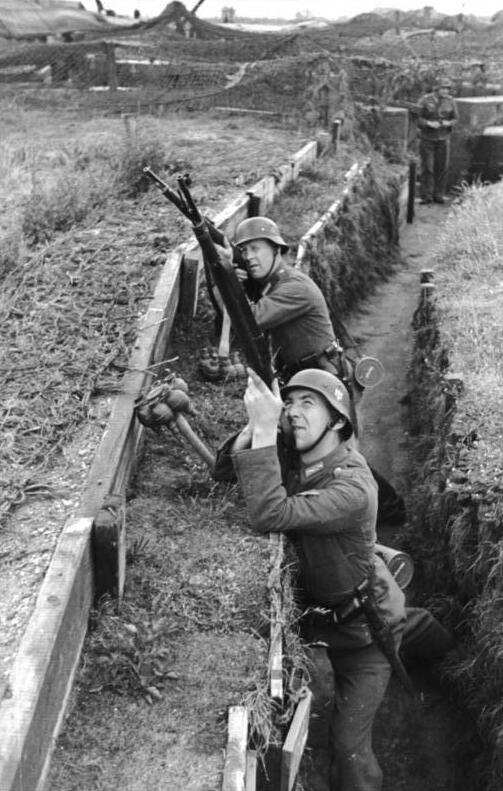
Fliegerabwehr mit Infanteriewaffen: Deutsche Soldaten im Zweiten Weltkrieg am Atlantikwall

Bis zur Invasion der Alliierten (Operation Overlord) waren die Befestigungen in Frankreich am weitesten fortgeschritten, insbesondere an der Straße von Dover, wo an der schmalsten Stelle des Ärmelkanals am ehesten eine feindliche Invasion erwartet wurde. Diese Einschätzung wurde von den Alliierten durch Täuschungsmanöver untermauert (1st US Army Group). Am weitesten vorangeschritten waren wegen ihrer Bedeutung für den Überseetransfer der Ausbau der Befestigungen um die Gironde-Mündung sowie die Anlagen im Bereich der spanischen Grenze bei Bayonne/Biarritz. Hier baute die Organisation Todt unter Einsatz tausender Zwangsarbeiter und Kriegsgefangener und mit einem riesigen Bauaufwand Bunkeranlagen und Batterien für Geschütze verschiedener Kaliber.
Das südliche Ende des Atlantikwalls bildete die mehrere Kilometer breite Mündung der Gironde. In der „Führerweisung Nr. 50“ befahl Hitler, alle Flussmündungen zu starken „Verteidigungsbereichen“ auszubauen, um sie gegen eine westalliierte Invasion zu sichern. Im Januar 1944 erklärte Hitler einige Verteidigungsbereiche zu „Festungen“, die „bis zur letzten Patrone“ zu verteidigen seien (siehe Fester Platz (Wehrmacht)). Auf der Landzunge zwischen dem Atlantik und der Gironde entstand auf einer Fläche von 170 Quadratkilometer die Festung Gironde-Süd.
Eine Vorstellung vom zahlenmäßigen Umfang der Befestigungen gibt die folgende (unvollständige) Liste von Batteriestellungen:
- Theo mit vier Kanonen im Kaliber 40,6 cm (Trondenes, Norwegen)
- Dietl mit drei Kanonen im Kaliber 40,6 cm (Engeløya, Norwegen)
- Vara mit vier Kanonen im Kaliber 38,0 cm (Kristiansand, Norwegen)
- Hanstholm mit vier Kanonen im Kaliber 38,0 cm (Hanstholm, Dänemark)
- Lindemann mit drei Kanonen im Kaliber 40,6 cm (Sangatte, Département Pas-de-Calais, Frankreich)
- Todt mit vier Kanonen im Kaliber 38,0 cm (Audinghen, Pas-de-Calais, Frankreich)
- Großer Kurfürst mit vier Kanonen im Kaliber 28 cm (Cap Gris-Nez, Pas-de-Calais, Frankreich)
- Friedrich August mit drei Kanonen im Kaliber 30,5 cm (Wimereux, Pas-de-Calais, Frankreich)
- Plouharnel mit drei Kanonen im Kaliber 34 cm (Halbinsel Quiberon, Bretagne, Frankreich)

Üblicherweise waren die Geschützbatterien mit Kanonen im Kaliber zwischen 10,5 cm und 15,5 cm bestückt, wie die nachfolgende Aufstellung zeigt:
- Ouistreham. mit sechs Kanonen im Kaliber 15,5 cm (Normandie, Frankreich)
- Mont Fleury mit sechs Kanonen im Kaliber 12,2 cm (russ.) (Normandie, Frankreich)
- Longues-sur-Mer mit vier Kanonen im Kaliber 15,2 cm (tschech.) (Normandie, Frankreich)
- Pointe du Hoc mit sechs Kanonen im Kaliber 15,5 cm (franz.) (Normandie, Frankreich)
- Marcouf mit drei Kanonen im Kaliber 21 cm (tschech.) (Normandie, Frankreich)
- Azeville mit vier Kanonen im Kaliber 10,5 cm (Normandie, Frankreich)

Außerdem wurde mit dem Blockhaus von Éperlecques der größte Bunkerbau in Frankreich in weiten Teilen fertiggestellt. Dieses Bauwerk sollte als Stützpunkt für den Einsatz der V2 dienen.

## Konzept des Atlantikwalls

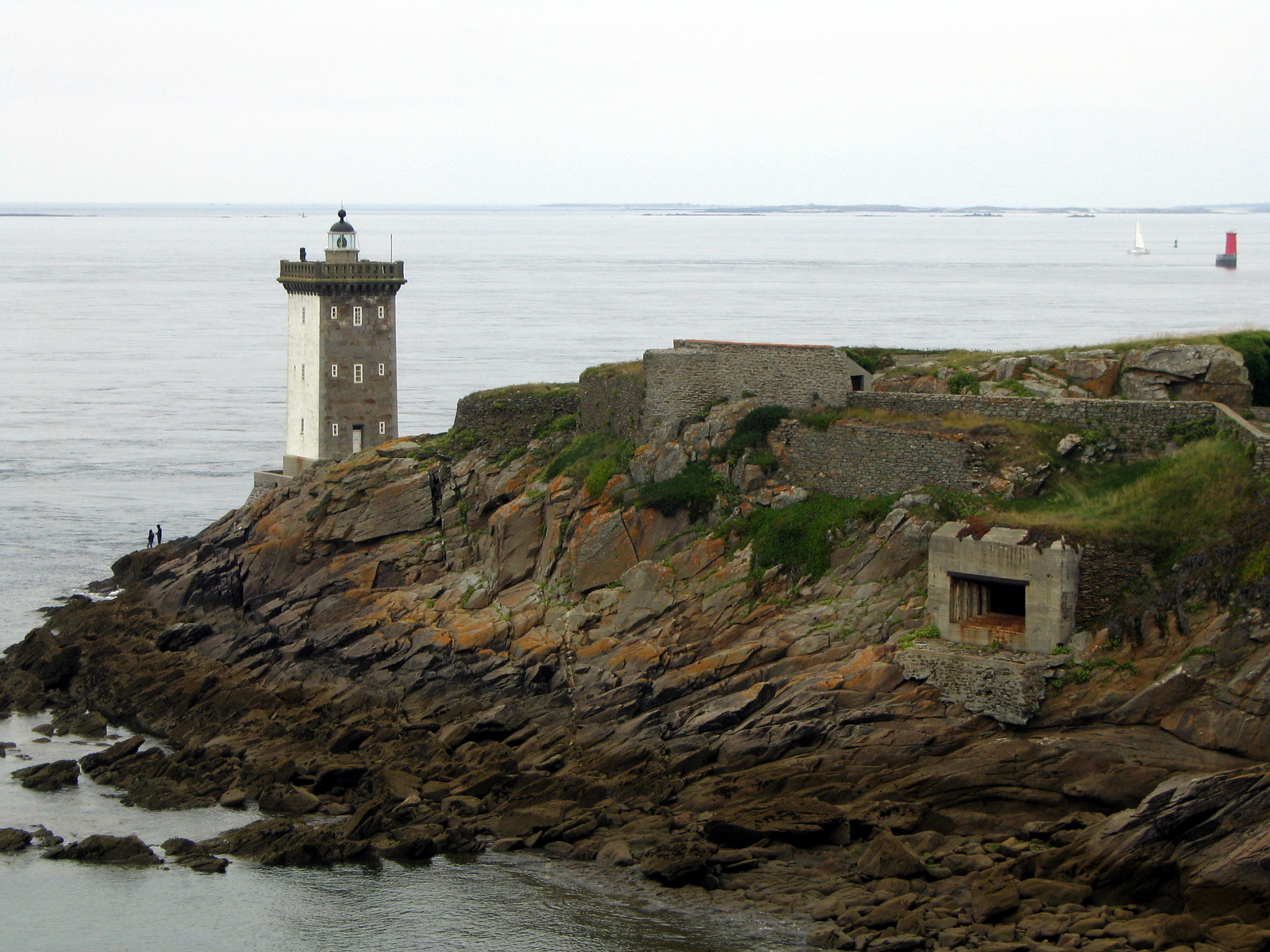
Bunker des Panzerwerks Kermorvan in der Grundmauer des Fort de l’Îlette de Kermorvan, 2009.

Insgesamt wurden für den Atlantikwall 8119 Bunker gebaut. Aus Effizienzgründen entwickelten die Waffengattungen Standard- bzw. Regelbauten. Die meisten Bunker wurden nach diesen Plänen gebaut. Die drei Waffengattungen Heer, Luftwaffe und Marine hatten jeweils eigene größtenteils genormte Ein- und Ausrüstungsgegenstände. Die Waffengattung bedingte häufig die Bewaffnung der einzelnen Anlagen, so wurde das Würzburg-Radar von der Luftwaffe betrieben, die besonders schweren Geschützbatterien und die Seezielbatterien oft von der Marine. Die einzelnen Regelbauten wurden als Module errichtet, in Schutzzweck und der Topografie angepasster Anordnung. So standen etwa die Seezielbatterien nahe dem Strand, die Feuerleitstellen erhöht und die Munitions- und Mannschaftsanlagen weiter vom Strand entfernt. Verbunden waren die einzelnen Module entweder durch mehr oder weniger befestigte Schützengräben und teilweise durch gedeckte Wege oder Hohlgänge. Ein großer Nachteil des Atlantikwalls war die geringe Verteidigungstiefe; sie betrug vielerorts nur einige hundert Meter. Wenn der Angreifer die erste Linie durchbrochen hatte, folgten im direkten Hinterland nur noch leichte Selbstverteidigungsanlagen der Infrastrukturgebäude, weitere Linien waren nicht fest vorgesehen. Einen Aufbau aus vielen untereinander vernetzen Linien wie bei der Maginotlinie gab es nicht. Nach einem gelungenen Durchbruch im Strandbereich konnten feindliche Truppen in das Hinterland eindringen.

## Operation Overlord

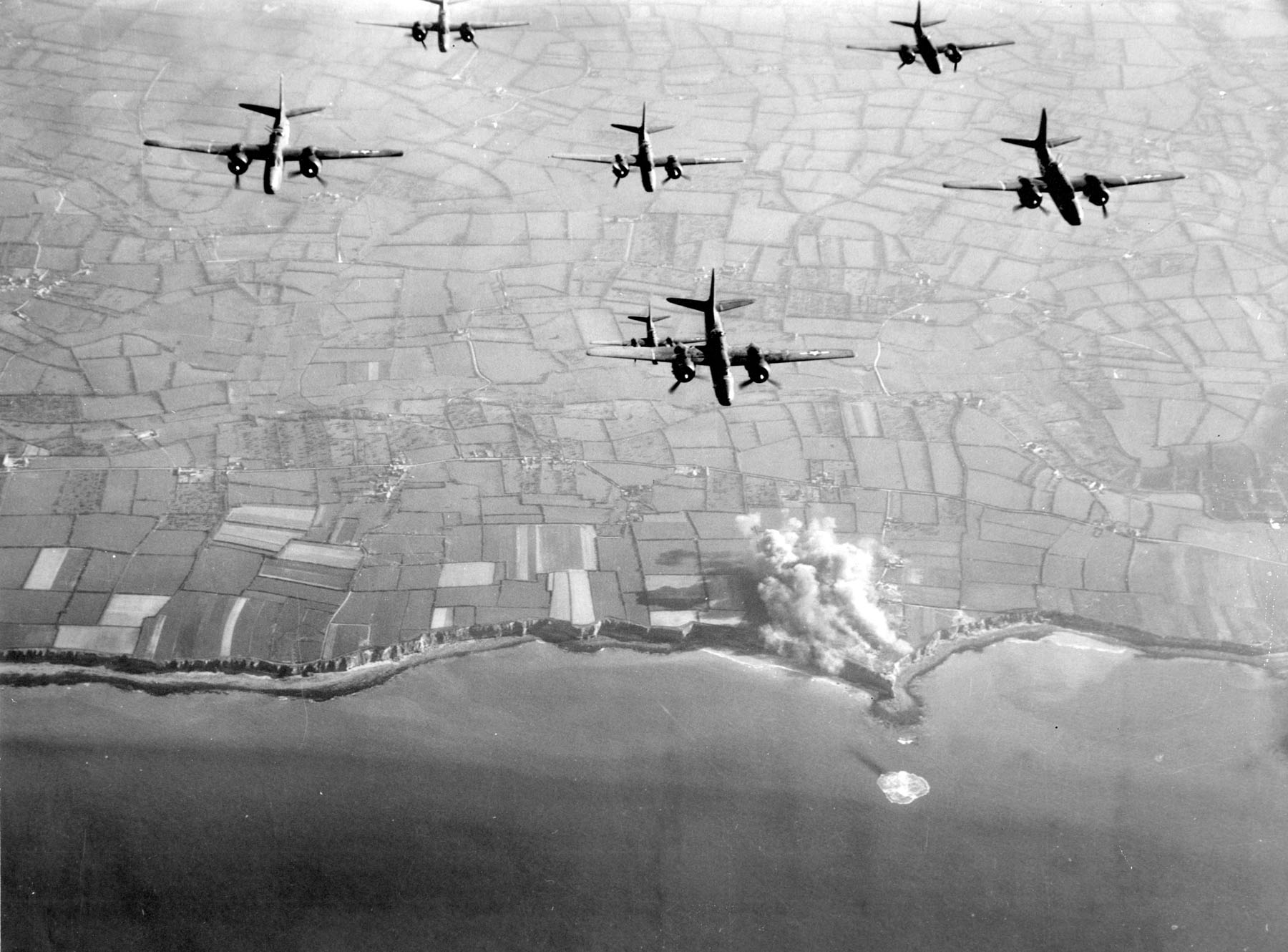
Bombardierung der Pointe du Hoc durch Bomber der 9th Air Force

Während der Operation Overlord zeigte sich hier besonders stark der Nachteil der geringen Verteidigungstiefe. Nur mittels „befestigter Strände“ die massive Überlegenheit an Material, Information und Mannschaften der Westalliierten auszugleichen, „ihn ins Meer zurückzuwerfen“, erwies sich als praktisch unmöglich, zumal die Landungsstrände im Vorfeld fast alle schwer von See und aus der Luft bombardiert worden waren. War eine erste Bresche geschlagen, konnten Invasionstruppen weit in alle Richtungen vorstoßen. Auf Seiten der Wehrmacht führten Kompetenzunklarheiten, Fehleinschätzungen, wechselnde Strategien zur Verteidigung des Atlantikwalls sowie die bis zum D-Day vorherrschende Annahme, die Invasion würde an der schmalsten Stelle des Ärmelkanals stattfinden, zu weiteren schweren Fehlentscheidungen, die die Invasion begünstigten.
Die Stellungen des Atlantikwalles in der Normandie hielten der sorgfältig geplanten Invasion der Alliierten nur einen Tag stand (Operation Neptune). Die Anlagen der französischen Westküste blieben jedoch länger in deutscher Hand, vor allem diejenigen im Bereich der U-Boot-Anlagen. Sie wurden  nach und nach beseitigt, weil sie keine Primärziele waren. Der schnelle Vorstoß auf Paris und dann Berlin hatte Vorrang. Der Atlantikwall spielte im weiteren Verlauf des Zweiten Weltkriegs keine entscheidende Rolle mehr, obwohl die Stellungen von den Deutschen teilweise hartnäckig verteidigt wurden.
Die Küstenstädte bzw. Hafenstädte des Atlantikwalls, die Hitler zu „Festungen“ erklärt hatte, wurden von den deutschen Besatzungen teils bis zum Kriegsende gehalten, bzw. die Alliierten, die zur Invasion von Brest 10.000 Soldaten verloren hatten (Tote und Verwundete), beschlossen, die Küstenstädte in einer Belagerung zu belassen, bis der Krieg zu Ende war, so dass die dortige verbliebene Bevölkerung eine zusätzliche neunmonatige Belagerungszeit in der zerstörten Stadt durchmachen musste. Solche militärischen Kessel des Atlantikwalls bis zum Kriegsende waren beispielsweise die Kessel von Dünkirchen, Lorient und Saint-Nazaire. „Overlord“ war für die Bevölkerungen dieser Städte erst am 9. oder 10. Mai 1945 zu Ende.

## Architektonische und künstlerische Aspekte

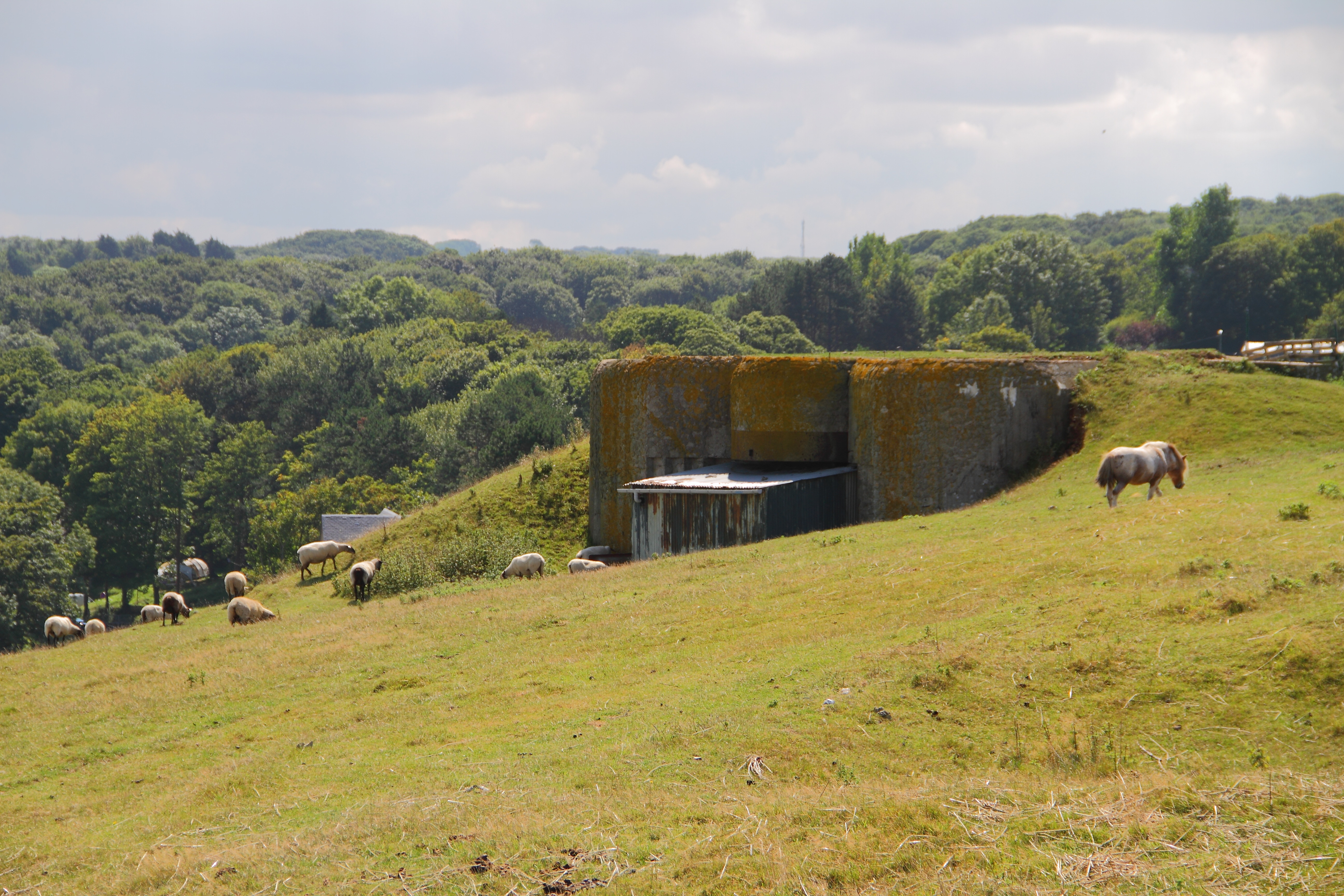
Dieser Teil des Atlantikwalls bei Yport dient heute als Stall

Der Architekturkritiker Christoph Hackelsberger wies auf die Verwandtschaft der Formensprache der Bunkerbauten des Atlantikwalls mit funktionalistischer Architektur und Betonkonstruktionen der 1920er Jahre hin. Der wichtigste Beitrag zur Erforschung der Bunker als architektonische Artefakte stammt vom französischen Architekten Paul Virilio. 1975 richtete er im Centre Georges-Pompidou eine Ausstellung mit dem Titel «Bunker archéologie» ein. Zusammen mit Claude Parent entwarf er die Kirche Sainte-Bernadette du Banly in Nevers, die offensichtlich die Formensprache der Bunker aufnimmt.